# Qazıqulu
Qazıqulu è un comune dell'Azerbaigian situato nel distretto di Tovuz. Conta una popolazione di 702 abitanti.